# Burg Hürgerstein
Die Burg Hürgerstein, auch Hürgestein genannt, ist der Rest einer abgegangenen hochmittelalterlichen Höhenburg bei 520 m ü. NN auf der Gemarkung von Dettingen am Talrand der Brenz im Landkreis Heidenheim in Baden-Württemberg. Sie stand nahe der Burg Falkenstein im Eselsburger Tal.

## Geschichte

Wappen der Hürgen von Hürgerstein nach Gustav Adelbert Seyler

Über diese Spornburg ist nur sehr wenig bekannt, sie war wohl Sitz des Ortsadels von Dettingen. Der Burgenname Hürgerstein bedeutet: Die Burg des Hurger bzw. Hürger, eine Familie dieses Namens ist in Dettingen, wo sie ein Lehen besaßen, bezeugt.
Die erste Erwähnung des Geschlechtes erfolgte im Jahr 1216 mit Hurgerus Miles (Ritter Hürger), zusammen mit Heinrich von Güssenburg als Zeugen in einer Urkunde, in der ein Streit zwischen den beiden Klöstern Ellwangen und Kaisheim geschlichtet wurde.
Auch später wurden weitere Mitglieder der Familie genannt, so im Jahr 1264 mit Hedwig von Hürgerstein, 1328 mit Konrad und Ulrich Hürger, der sich später auch Ulrich von Hürgerstein nannte, und zwischen den Jahren 1344 und 1400 mit Konrad und Hans der Hürger.
Durch Heirat kam die Burg in den Besitz der Herren Schwelher von Wielandstein, 1399 – die Burg wird erstmals erwähnt – gab Benz der Schwilher die Burg dann an die Grafen von Württemberg zum Lehen.
Im Jahr 1417/19 wird die Burg als Burgstall (kleine Burg) bezeichnet. 1429 im Besitz von Heinrich von Gültlingen, wurde sie 1430 durch das Kloster Anhausen an der Brenz erworben.